# 실비오 베를루스코니
실비오 베를루스코니(이탈리아어: Silvio Berlusconi, 문화어: 씰비오 베를루스꼬니, 1936년 9월 29일~2023년 6월 12일)는 이탈리아의 기업인·정치인이다. 1994년~1995년, 2001년~2006년, 2008년~2011년 3차례의 총리를 지냈다.
2000년 《포브스》가 집계한 개인 자산 순위에서 120억 달러의 재산을 보유하여, 이탈리아 1위, 세계 14위의 부자로 기록된 인물이다. 그는 1960년대부터 재산을 축적하는 과정에서 돈세탁과 탈세 및 세무 관련자 매수 등의 혐의로 여러 차례 법원에 출두하였고 1998년에는 징역 2년 9개월형을 선고받기도 했다.
이탈리아 최대의 미디어그룹 메디아셋의 소유주이자 유명 축구 구단인 AC 밀란의 구단주였다. 그는 이러한 재력을 바탕으로 1994년에 포르차 이탈리아(이탈리아어: Forza Italia)를 창당하여 국가동맹과 북부동맹 등 타당과 연정을 구축하여 전후 최초의 우파 정권을 수립하여, 수십년 동안 계속된 기독교민주당 정권을 붕괴시키며 기대를 한몸에 받았다. 그러나 연정의 붕괴로 인해 7개월 만에 물러나게 되었다.
1996년에 다시 총리직에 도전하나 실패하고 1998년에는 전직 총리 신분으로는 최초로 "마피아 지원 의혹"으로 불구속 기소되기도 했으나, 2001년 5월 13일에 치러진 총선에서 그가 이끄는 우파연합이 승리하여 78대 총리가 되었다.
2006년 4월 총선에서는 로마노 프로디에 아주 근소한 차로 패배해 총리직을 사임했으나, 2008년 4월 치러진 총선에서 그가 이끄는 우파 연합이 압승을 거두어, 그는 5월 8일에 세 번째로 총리직에 취임하였다.
2011년 11월 12일 하원에서 경제안정화 법안이 통과된 뒤, 유로존 부채위기에 대한 책임으로 총리직에서 사임하면서 17년간의 정계생활에서 은퇴하였으나 2013년, 하원의원 선거때 다시 복귀하였다.

## 가족 배경 및 사생활
베를루스코니는 밀라노에서 태어나 중상류층의 가정에서 자랐다. 그의 아버지 루이지 베를루스코니(Luigi Berlusconi, 1908년~1989년)는 은행원이었고, 그의 어머니는 로사 보사(Rosa Bossa, 1911-2008)였다. 실비오 베를루스코니는 두 사람의 세 자녀 중 첫째다.
그의 형제들은 모두 기업가로, 마리아 프란체스카 안토니에타 베를루스코니(Maria Francesca Antonietta Berlusconi, 1943년~2009년)와 파올로 베를루스코니 (Paolo Berlusconi, 1949년~)이다.
베를루스코니는 성 프란치스코 살레시오 학교(St Francis de Sales college)에서 고등 교육을 받았고, 밀라노 대학교(Università Statale in Milan)에서 법학을 공부해 광고의 법적 측면을 다룬 졸업논문으로 1961년 학위를 받았다. 베를루스코니는 당시에 강제적이었던 군대에서 1년간의 복역을 하지 않았다.
베를루스코니가 대학에서 공부하는 동안, 그는 현재 미디어셋(Mediaset)의 의장이자 아마추어 피아니스트인 페델 콘파로니에리(Fedele Confalonieri)와 함께 만든 그룹에서 더블베이스를 연주했고, 크루즈선에서 종종 연주했다고 한다. 1965년, 베를루스코니는 칼라 엘비라 돌로글리오(Carla Elvira Dall'Oglio)와 결혼해 두 명의 아이인 마리나 베를루스코니와 피에르 실비오 베를루스코니를 갖는다.
1980년에 베를루스코니는 배우 베로니카 라리오와 관계를 갖게 되어 1984년 바르바라 베를루스코니, 1986년 엘레오노라 베를루스코니, 1988년 루이지 베를루스코니로 이렇게 셋의 아이를 갖는다.
그는 결국 돌로글리오와 1985년 이혼하고 라리오와 1990년 결혼했다. 이 시기 베를루스코니는 유명한 기업가였으며, 그의 결혼식은 사회적으로 큰 이슈였는데 신랑측 친구 중 한명은 전직 총리이자 이탈리아 사회당의 당수 베티노 크락시였다.
2009년 5월, 베로니카 라리오는 "저질 여자들과 놀아나는 이런 남자와 살 수 없다"며 이혼서류를 제출했다. 실비오 베를루스코니는 이때 18세 소녀 노에미 레티자와의 관계를 가졌던걸로 알려졌다.

## 기업가 시절

### 밀라노 2
베를루스코니의 기업가로서의 첫 출발은 1960년대에 시작되었다. 1960년대 후반, 베를루스코니는 3500여개의 아파트로 이뤄진 가든 시티인 밀라노 2에 대한 아이디어를 갖게 되었고, 밀란 동쪽 외곽의 세그라테(Segrate)에 결국 짓게 되었다. 베를루스코니가 이 사업에 어떻게 자금을 이끌어왔는지는 불분명하다.
1968년 9월 처음 시작되었을 때부터 베를루스코니의 이름은 법적 서류에서 전혀 나타나지 않았으며, 명목상의 소유자로 대체되었다가 1975년에야 베를루스코니의 이름이 나타나기 시작했다. 자금을 끌어오는 과정을 많은 언론인들이 조사했지만, 해외 조세피난처와 중국의 자금책 등을 이용하는 복잡한 방식이었던지라 아무도 이를 제대로 파헤칠 수 없었다.
이탈리아에서 자산 거래의 경우, 가정의 자산이든 부동산 개발이든 세금을 줄이기 위해 문서상으로는 실제보다 더 적은 액수를 적어넣는다.

### 텔레밀라노
베를루스코니는 1973년에 텔레밀라노라는 세그라테 아파트에 방송을 공급하기 위한 작은 케이블 텔레비전 회사를 세움으로써 미디어 산업에 뛰어든다.
텔레밀라노는 1974년 9월에 송출을 시작했다. 두 개의 채널을 더 구입한 뒤, 베를루스코니는 1997년에 방송국을 밀란 중심으로 옮겨 지상파 방송을 시작했다.

### 핀인베스트
1978년 베를루스코니는 그의 첫 미디어 그룹 핀인베스트(Fininvest)를 설립했다. 이 회사를 통해 베를루스코니는 113,000,000,000 리라(1997년의 260,000,000유로에 상당)을 벌 수 있었다. 이 회사의 자금 조달 구조는 지주회사의 복잡한 형태로 인해 여러 검사들에 의한 수사에도 불구하고 여전히 제대로 알려진게 없다. 핀인베스트는 텔레비전망을 이탈리아 전국으로 넓혀서 결국 하나의 전국망을 가지게 되었다.
이런 핀인베스트의 행동은 후에 철폐된 이탈리아의 공영 방송 RAI의 독점 구조를 침해하는 것으로 받아들여졌다. 1980년 베를루스코니는 이탈리아의 첫 민영 전국 방송 카날레 5를 세웠고, 얼마 지나지 않아 루스코니 가문으로부터 1982년에 사들인 이탈리아 1과 몬다도리로부터 1984년 사들인 레테 4 등의 방송국을 더 갖게 된다.
베를루스코니는 이탈리아 사회당 사무총장이자 당시 이탈리아의 총리였던 베티노 크락시와의 후광을 이용해 성장할 수 있었으며, 1984년 10월 20일 이탈리아 정부가 베를루스코니의 전국 송출을 합법화하는 긴급 명령을 결의하면서 베를루스코니는 최초의 유일한 이탈리아 상업 TV 제국을 갖게 되었다.
이는 1984년 10월 16일 페스카라, 로마, 토리노의 사법부에서 RAI의 전국 방송에 대한 독점을 강제하는 법을 근거로 민영 텔레비전망이 송출을 중단할 것을 명령했기 때문이었다. 얼마간의 정치적 혼돈 뒤에 이 명령은 결국 승인되었다. 하지만 몇 년간 베를루스코니가 가진 3개의 채널들은 법적으로 불안정한 위치에 놓이게 되었고, 뉴스나 정치적 언급 등이 금지되는 등의 제한을 받았다.
3개의 채널들은 1990년이 되어서야 소위 마미법이라 불리는 법에 의해 전국 TV 채널의 지위를 얻게 되었다. 1995년 베를루스코니는 그의 미디어 지주회사의 주식 일부를 독일 미디어 그룹 레오 키르쉬 (현재 파산함)와 국가에 매각했다.

### 현재 자산
베를루스코니가 가진 주요 회사 미디어셋은 전국 시청률의 절반 정도를 차지하는 3개의 텔레비전 채널들과 이탈리아 최고의 광고 홍보 에이전시인 퍼블리탈리아로 구성되어 있다.
베를루스코니는 아르놀도 몬다도리 에디토레라는 이탈리아 최대의 출판사를 가지고 있으며, 여기서는 이탈리아에서 가장 인기있는 뉴스 잡지인 파노라마를 만들고 있다. 그는 영화 및 홈비디오 배급 회사(메두사와 펜타), 보험 및 은행(메디오라넘과 메디오방카) 등의 다양한 다른 분야에도 관심을 갖고 있다.
베를루스코니의 동생 파올로 베를루스코니는 강력한 친베를루스코니 성향의 중도 우파 신문인 《일 지올날레》(il Giornale)를 소유하며 경영하고 있다. 일 지올날레는 베를루스코니의 처인 베로니카 라리오 역시 일부분을 소유하고 있다.
베를루스코니는 전 세계적으로 유명한 축구 클럽인 AC 밀란의 구단주였으며, 이 구단을 통해 그는 정치적인 성공 역시 거머쥘 수 있었다.

## 정치인 시절
유럽 정치인 중에서는 몇 안되는 반공주의 신봉자인데다 미국의 이라크 전쟁 정책에 적극 동조하면서 조지 W. 부시 대통령과 친밀한 관계를 유지하였으나, 실정 및 실언에 자신이 대주주인 AC 밀란이 연루된 승부 조작스캔들이 화근이 되어 2006년 총선에서 패해 좌파에 정권을 내주고 총리직에서 물러났다.
2008년 4월 자신이 이끄는 우파 연합이 압승을 거두어 2008년 5월 이탈리아 최초로 3번째 총리로 임무를 수행 중이다. 이탈리아의 실비오 베를루스코니가 부패 스캔들에도 불구하고 이탈리아 총리로 다시 복귀할 수 있었던 이유는 그가 텔레비전 방송국을 장악하고 있었기 때문이라고 한다.
베를루스코니는 지상파 방송과 신문, 인터넷 등 자신이 소유한 막강한 미디어 매체들의 보호막 속에서 이탈리아인들이 보고, 읽고, 생각하는 것까지 조종한다는 소리마저 듣고 있다.

## 베를루스코니의 언론장악
베를루스코니의 정치적 성공의 기반은 '언론장악’에 있다. 그는 방송을 정치에 이용한 이탈리아 최초의 정치인으로 거론된다.
그가 소유하고 있는 민영방송사 미디어셋은 2008년 총선에서 ‘총리 만들기’ 역할을 톡톡히 했다. 미디어셋은 두 가지 사회적 이슈를 집중 보도했는데, 첫째로 집시에 대한 부정적 이미지 보도로 ‘불안감’을 조성해 보수의 표심을 흡수했다.
다른 한편으로는 이탈리아 좌파의 텃밭인 남부 농업지역의 표를 분산시키기는 이슈들을 제기했다. 세계 3대 미항인 나폴리의 ‘쓰레기대란’과 ‘다이옥신 치즈’문제 등을 집중보도 했다. 좌파의 텃밭은 흔들렸다. '이탈리아를 쓰레기처럼 망친 좌파 정권'에 등을 돌리게 만든 것이다. 자신이 소유한 민영방송을 이용한 정권재창출! 이것이 '최초의 3선 총리 탄생'의 비결이다.
2004년 이전까지 이탈리아의 방송시장은 공영방송 RAI가 45%, 베를루스코니 소유 3개 민영채널이 44% 점유하고 있는 상황이었다. 이러한 상황에서 공영방송 장악을 위해 베를루스코니는 RAI 이사의 2/3을 정부 및 여당이 선임하도록 규정한 2004년 '가스피리법'을 추진하여, 방송의 여론기능을 독점 및 통제하고자 한다.
수상이 된 베를루스코니는 가스피리법에 근거해 RAI를 장악함으로써 전체 방송시장의 90%를 점유하게 되었으며, 이후 보다 더 완벽한 여론시장 지배를 위해 방송사업자가 점유율에 상관없이 신문사를 인수할 수 있도록 하는 법 개정을 추진해 관철시켰다.
이 법 개정에 대해 이탈리아 우파 연합은 ‘언론시장에 활력을 불어넣고 언론산업의 국제경쟁력을 강화한다’며 지지를 표명했다.
이탈리아는 새로운 뉴스보도 방침이 탄생했다. 이른바 ‘샌드위치 뉴스’를 들을수있는데, 정치적 공방이 큰 사안에 대해 ‘정부-야당-여당’ 순으로 입장을 듣는 것이다. 야당의 입장도 방영되기에 얼핏 공정한 보도일 듯 싶지만 사실은 그렇지 않다. 시청자들은 ‘마지막 입장’을 옳게 느끼기 마련이다. 시청자들의 심리를 교묘히 이용한 것이다.공정히 보도되지만 늘상 정부가 일방적으로 승리할 뿐이다. 정부 권력에게 ‘사유화’된 방송으로 전락한 것이다.
이탈리아에서는 ‘노동자의 시위’를 생중계한다. 2003년 베를루스코니는 이라크에 3천명을 파병하기로 결정했다. 반전여론이 거세지면서 로마에 300만명이 운집했다. 공영방송 RAI가 생중계 ‘반전시위’ 방송에 나설 차례다. 하지만, RAI의 생중계 방송차량의 시동은 걸리지 않았다.
총리의 측근들로 구성된 경영진이 기자들의 반대에도 불구하고 생방송을 중단하기로 결정했기 때문이다. 국민의 여론을 전달해야 할 공영방송의 '카메라출동'은 ‘베를루스코니 산성’에 막혀 버렸다.

## 법적인 문제점

### 형사 재판 및 혐의들
실비오 베를루스코니는 마피아 공모전, 위증, 세금 포탈, 경찰과 법관에 대한 뇌물 및 부패 등 화려한 형사 재판의 전적과 혐의들을 가지고 있다. 베를루스코니는 이탈리아 재판에 12번이나 섰다.
하나를 제외한 모든 재판에서 베를루스코니는 공소시효가 만료되어 재판 절차가 중지되거나, 베를루스코니 정부가 제안한 개정안에 의해 법이 바뀌어 1심 또는 항소심에서 무죄를 받았다. 베를루스코니는 "이것은 명백한 법적 학살이지만, 나는 여기에 저항하는 것이 자랑스럽고, 나의 저항과 희생이 이탈리아인들에게 더 공정하고 효율적인 사법 시스템을 만들어줄 것이기에 더욱 자랑스럽다."라고 주장했다. 베를루스코니는 최고의 변호사들을 쓸 수 있었다.
2008년 베를루스코니는 네명의 최고위급 공무원 (대통령, 총리, 하원과 상원 의장)이 직위에 있는 동안 소추되는 것을 금지하는 법을 통과시켰다.

### 지연 전략
이탈리아 사법 시스템은 공소시효가 재판 중에도 계속 계산되는 것을 허용한다. 따라서 베를루스코니가 고용한 변호사들의 지연전략은 여러 경우에 혐의를 무효화시키는 데 큰 공헌을 했다. 베를루스코니의 동생 파올로를 비롯한 몇몇 베를루스코니의 측근들은 관련된 범죄에서 유죄 판결을 받기도 했다.

### "프로파간다 두에"(P-2) 프리메이슨 로지 가입에 대한 위증

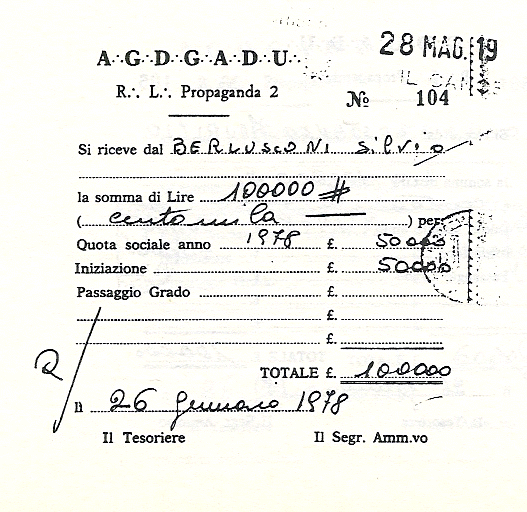
P2 프리메이슨 로지에 대한 베를루스코니의 가입 증명서

1981년 경찰의 리치오 젤리의 집을 수색하던 중 비밀 프리메이슨 로지 프로파간다 두에 회원 명단 발견한 뒤, 이에 대한 스캔들이 터져 나왔다.

## 발언
- 베니토 무솔리니를 존경한다고 밝혀 논란이 되었다.
- 2008년 미국 대통령 오바마가 이탈리아에 방문했을 때 젊고 유능하고 선탠까지 한 지도자라고 발언하여 물의를 빚은 바 있다.

## 같이 보기
- 세계 부자 순위